# Virusoid
Virusoidul este unul din cele mai simple entități. Ei nu sunt considerați viruși adevărați. Ei pot infecta plantele numai în conjuncție cu alt virus asistent. Structura sa se aseamănă foarte mult cu structura viroidului, adică are ARN-ul în formă circulară și nu are capsidă. Însă el este mai mare decât viroidul, el constând din 400-500 de nucleotide.